# Molomea confluens
Molomea confluens är en insektsart som först beskrevs av Melichar 1925.  Molomea confluens ingår i släktet Molomea och familjen dvärgstritar. Inga underarter finns listade i Catalogue of Life.